# John Hanke
Jonh Hanke é um empreendedor americano. É atualmente CEO da Niantic, Inc, uma empresa que cria jogos de realidade aumentada através de dispositívos móveis. A empresa é conhecida pela criação dos jogos sociais Pokémon GO e Ingress.
Criou em 2001 a Keyhole, Inc, que foi adquirida em 2004 pela Google, o que levou à origem do software Google Earth.  Após a aquisição da Keyhole, Hanke foi durante vários anos Vice President of Product Management para a divisão "Geo" do Google (Google Earth, Google Maps, Local, Google Street View, SketchUp, and Panoramio).[carece de fontes?]